# Parafia Trójcy Świętej w Jeziorzanach
Parafia Trójcy Świętej w Jeziorzanach – parafia rzymskokatolicka w Jeziorzanach.

## Historia kościoła i parafii
W czasach reformacji (XVI wiek) na terenie parafii istniał zbór kalwiński. 3 maja 1662 r. ówczesny dziedzic Przytoczna Jan Stanisław Zbąski, późniejszy biskup przemyski i warmiński, nawrócił się na katolicyzm. Pierwotny kościół, jego fundacji, był drewniany. Zbudowano go na podobieństwo spichlerzy kazimierzowskich (front, skarpy po bokach). Legenda głosi, jakoby kościół miał być zaadaptowany na cel sakralny z żydowskiego spichlerza, aczkolwiek nie ma poparcia tej legendy w aktach, przeczy jej ponadto zastosowanie drewna jako budulca pierwotnego kościoła.
W drugiej połowie XVII wieku, dzięki hojności małżonki palatyna sieradzkiego Odrowąża Pieniążka, dziedzica Przytoczna, kościół został z zewnątrz obmurowany.
20 maja 1694 roku – w święto Wniebowstąpienia Pańskiego kościół został konsekrowany pod wezwaniem Trójcy Świętej przez biskupa Stanisława Szembeka. Świątynia posiadała wówczas siedem ołtarzy i kopułę krytą słomą.
W 1782 roku ks. Grzegorz Gromski dokończył obmurowywanie kościoła parafialnego wewnątrz i na zewnątrz.
W 1859 roku włościanie krępscy zbudowali parkan dookoła kościoła. Wykonano go z czerwonej cegły i otynkowano na biało.
W latach 1929–1937 kościół został przebudowany. Obecnie jest to świątynia w stylu eklektycznym.
Od 1929 proboszczem parafii był ks. Jan Kazimierczak (1897–1941), dzięki któremu pojawiły się witraże, nowy sufit, boczne ołtarze i organy. Zmarł 9 kwietnia 1941 w obozie koncentracyjnym w KL Auschwitz.
Z parafii wywodził się ks. Stanisław Płodzień (1913–1962), prorektor KUL i dziekan Wydziału Prawa Kanonicznego KUL.

## Wyposażenie kościoła
Ołtarz główny w kościele to metaloplastyka. Obraz wykonany na płótnie wyobraża Trójcę Świętą. Ołtarze boczne (sosnowe) sporządzone zostały po II wojnie światowej. Przedstawiają św. Stanisława Kostkę i Najświętsze Serce Pana Jezusa. Metalowe tabernakulum usytuowano w centrum ołtarza głównego. Marmurowa chrzcielnica umieszczona jest obok ołtarza św. Stanisława Kostki. Kościół wyposażony jest w sześć witraży (po trzy w każdej nawie). Jednym z bardziej wartościowych elementów w świątyni jest witraż przedstawiający Ducha Świętego w postaci gołębicy. Umieszczony on jest w oknie ściany frontowej.
Do przedmiotów uznanych za zabytkowe, poza samą świątynią, należą: kielich, puszka, monstrancja, relikwiarz z relikwiami wielu świętych, kociołek na wodę oraz feretron.
W 1940 roku dzięki staraniom ks. Jana Kazimierczaka zamontowano w kościele pierwsze organy.

### Dzwonnica
W 1739 roku ks. Jakub Łęczycki – dzięki pomocy Mateusza Rzewuskiego, kapitana wojsk polskich, dziedzica Przytoczna, i jego żony – zbudował pierwszą drewnianą dzwonnicę. Umiejscowiona była nad bramą wjazdową na plac kościelny, naprzeciw frontu kościoła. Z czterech dzwonów w parafii pozostał jeden, pozostałe oddano na cele powstania styczniowego.
W latach 90. XIX wieku ks. Ludwik Broniszewski zbudował drewnianą dzwonnicę umiejscowiona przy parkanie od strony rzeki Wieprz i wyposażył ją w dodatkowy dzwon. W 1916 roku dwa dzwony zostały zabrane przez Niemców. W latach 20. XX wieku dzwonnicę odnowił ks. Aleksander Zaremba. Sprowadził z rosyjskiej cerkwi trzy nowe dzwony o charakterystycznym brzmieniu. W 1926 roku dzwony poświęcił biskup Henryk Przeździecki. Dzwony otrzymały imiona: Pius, Henryk i Aleksander.
W 1983 roku ks. Jan Milanowski ukończył budowę nowej, tym razem murowanej dzwonnicy, a w 1998 roku ks. Henryk Och zakupił elektryczny napęd dzwonów.

## Plebania
W 1971 roku ks. Jan Kurowski rozpoczął budowę obecnej plebanii. Budowę ukończył w 1975 roku ks. Jan Milanowski.

## Terytorium parafii
Terytorium parafii obejmuje Jeziorzany, Charlejów, Drewnik, Przytoczno, Wola Blizocka, Stawik, Ostrów, Kolonia Krępa oraz Nowinki. W Charlejowie, od 1984 roku funkcjonuje kaplica pod wezwaniem Najświętszego Serca Pana Jezusa, a w Przytocznie jest kaplica cmentarna (od 1993 roku).

## Proboszczowie
- ks. Marek Andrzejuk (?–2025)[4]
- ks. Andrzej Głasek (2025– )[4]